# Karel Němeček
Karel Němeček (22. dubna 1933 – 1993) byl český fotbalový útočník.

## Fotbalová kariéra
V československé lize hrál za Baník Kladno. Nastoupil v 61 ligových utkáních a dal 15 gólů. V nižší soutěži hrál také za Baník Švermov.

## Ligová bilance
| Ročník                                   | Zápasy | Góly | Klub         |
| ---------------------------------------- | ------ | ---- | ------------ |
| 1. československá fotbalová liga 1956    | 19     | 7    | Baník Kladno |
| 1. československá fotbalová liga 1957/58 | 25     | 5    | Baník Kladno |
| 1. československá fotbalová liga 1960/61 | 8      | 2    | Baník Kladno |
| 1. československá fotbalová liga 1961/62 | 9      | 1    | SONP Kladno  |
| CELKEM                                   | 61     | 15   |              |